# Ahmed Gabr
Ahmed Gamal Gabr (ur. 9 listopada 1972) – egipski pływak i żołnierz Egipskiej Marynarki Wojennej. W 2020 został rekordzistą świata w nurkowaniu głębokim z butlą schodząc na głębokość 332,5 metra.

## Historia
We wrześniu 2014 Ahmed Gabr planował pobić rekord świata w nurkowaniu schodząc na głębokość 350 metrów. Pierwsze oznaki HPNS zaczęły się pojawiać poniżej 320 metrów. Zejście na głębokość 335 metrów zajęło mu 14 minut. Po pobiciu poprzedniego rekordu o 5 metrów Gabr zaczął się wynurzać. Wynurzanie trwało 13 godzin i 35 minut ze względu na dekompresję. Ze względu na prądy wodne, które przechyliły linę mierniczą w bok sędziowie zdecydowali się na skrócenie wyniku o 2,65 metra. Mimo tego Ahmed Gabr pobił dotychczasowy rekord świata.